# Пирински цветя
Пирински цветя  е третият фолклорен албум на Димитър Аргиров с български народни песни. Официалната дата на издаване е 17 ноември 2017 г. Продуцент и издател на албума е Димитър Аргиров. Посветен е на 50-годишния юбилей на певеца и на 5-годишнината от кончината на баща му Илия Аргиров.

## Информация за албума
Албумът е съставен от 12 студийно записани песни и една записана на живо. Всички песни са по аранжимент на Димитър Аргиров, а една от песните е негова авторска. Инструментите в албума записвани в Италия от рок-музиканти, с които Димитър Аргиров е пял в различни формации през повече от 20-годишния си престой там.